# ميشيل دوك
ميشيل دوك هو لاعب كرة قدم سويسري في مركز الدفاع، ولد في 9 سبتمبر 1960. لعب مع نادي لوزان.